# 성남시 분당구 갑
성남시 분당구 갑은 대한민국의 국회의원 선거구이다. 경기도 성남시 분당구의 일부 지역을 관할한다. 현직 국회의원은 국민의힘의 안철수이다.

## 역사
제16대 국회의원 선거를 앞두고 성남시 분당구 선거구가 갑, 을로 분구되면서 신설되었다.
제20대 국회의원 선거를 앞두고 수내1동, 수내2동을 성남시 분당구 을 선거구로 보냈다.

## 관할 구역
| 대수      | 관할 구역 |
| --------- | --- |
| 16대      | 성남시 분당구 초림동, 내정동, 서현동, 서당동, 이매동, 매송동, 야탑동, 중탑동, 하탑동, 판교동, 운중동                          |
| 17대~18대 | 성남시 분당구 야탑1동, 야탑2동, 서현1동, 서현2동, 이매1동, 이매2동, 야탑1동, 야탑2동, 야탑3동, 판교동, 운중동                 |
| 19대      | 성남시 분당구 수내1동, 수내2동, 서현1동, 서현2동, 이매1동, 이매2동, 야탑1동, 야탑2동, 야탑3동, 판교동, 삼평동, 백현동, 운중동 |
| 20대~     | 성남시 분당구 서현1동, 서현2동, 이매1동, 이매2동, 야탑1동, 야탑2동, 야탑3동, 판교동, 삼평동, 백현동, 운중동                   |

## 역대 국회의원
| 선거   | 정당 | 정당         | 의원   |
| ------ | ---- | ------------ | ------ |
| 2000년 |      | 한나라당     | 고흥길 |
| 2004년 |      | 한나라당     | 고흥길 |
| 2008년 |      | 한나라당     | 고흥길 |
| 2012년 |      | 새누리당     | 이종훈 |
| 2016년 |      | 더불어민주당 | 김병관 |
| 2020년 |      | 미래통합당   | 김은혜 |
| 2022년 |      | 국민의힘     | 안철수 |
| 2024년 |      | 국민의힘     | 안철수 |

## 역대 선거 결과

### 대한민국 제16대 국회의원 선거
|  | 51.84% |

|  | 41.46% |

|  | 4.35% |

|  | 2.34% |

### 대한민국 제17대 국회의원 선거
|  | 54.08% |

|  | 40.61% |

|  | 3.30% |

|  | 1.16% |

|  | 0.83% |

### 대한민국 제18대 국회의원 선거
|  | 64.73% |

|  | 33.23% |

|  | 2.03% |

### 대한민국 제19대 국회의원 선거
|  | 51.45% |

|  | 43.74% |

|  | 3.30% |

|  | 1.49% |

### 대한민국 제20대 국회의원 선거
|  | 47.03% |

|  | 38.51% |

|  | 14.45% |

### 대한민국 제21대 국회의원 선거
|  | 50.06% |

|  | 49.34% |

|  | 0.58% |

### 2022년 대한민국 재보궐선거
|  | 62.50% |

|  | 37.49% |

### 대한민국 제22대 국회의원 선거
|  | 53.27% |

|  | 46.72% |

## 같이 보기
- 경기도의 선거구
- 성남시 분당구의 국회의원
- 성남시